# Чегарски марш
Чегарски марш је манифестација, која је постојала 1990-их и 2000-их година у Нишу. Тачније Извиђачи овог краја, Ниша и околине, су походили на брдо Чегар, где се налази чувени споменик Стевану Синђелићу, војводи из Првог српског устанка и његовим храбрим устаницима. Касније крајем маја 2017. године је поново обновљена у организацији удружења Србски Светионик, из Београда.

## Организатор
Организатор марша је Удружење Србски Светионик.

## Мотив
Мотив за одржавање ове манифестације јесте одавање поштовања и захвалност славним прецима који су пре више од 200 година повели борбу за ослобађање од турског робства и стварање модерне србске државе. Чегарска битка спада у значајне битке Првог устанка.

## Хронологија

### Први марш
Први Чегарски марш је одржан 28. маја 2017. године, шетњом од 8 км, од Ћеле куле до брда Чегар изнад Ниша, путањом: Булевар Цара Констатина - Булевар Медијана - Чегарски пут. Учествовало је укупно око 45 људи, од чега је 15 дошло аутима и аутобусом из Београда, остали су били Нишлије. Направљена је једна пауза.
Имали смо свесрдну помоћ саобраћајне полиције Града Ниша.
У поподневним сатима, група од 40-ак учесника Првог Чегарског марша дошла је на брдо Чегар са транспарентима и цвећем, где је била велика група деце школског узраста, дошли из Велике Плане. Делегација Србског Светионика је положила венац на споменик. А Селомир Марковић, познатији као чика Селе, кустос споменика је испричао историјски час о Чегарском боју. Раширени су и транспаренти. Сви који су били, презадовољни су што је овако почетак једне манифестације.
Поред Нишлија, гости манифестације били су из Београда, Шапца итд.

### Други марш
Други Чегарски марш је организован 27. маја 2018. године уз помоћ Треће копнене бригаде Војске Србије и саобраћајне полиције Града Ниша.
Учесници другог Чегарског марша поред Нишлија били су из: Панчева, Опова, Београда, Бијељине, Шида, Руме, Смедерева, Ваљева, Врања...
Окупљање учесника Другог Чегарског марша заказано било у преподневним сатима на Тргу Краља Милана, испред чувеног хотела Амбасадор. Окупило се нешто више од 70 људи.
На самом тргу, пре почетка марширања имали смо изненађење за нашег пријатеља Ивана Батоса. Била је то поклон застава са ликом његове трагично настрадале сестре Валентине, 2 недеље раније.
Пошто је начињена групна слика, то смо формирали колону учеснике и кренули полако Булеваром Вожда Карађорђа. Направљена је пауза код споменика Ћеле Кула, где смо имали историјски час од кустоса. Затим се наставило даље пешице и наредна пауза је била већ на Булевару Медијана.
Полагано смо стигли до циља, споменика Чегарским јунацима... дошли смо са песмом на уснама "Ој Војводо Синђелићу".
По доласку учесници су одмах добили испод шатора ручак, војнички пасуљ који су припремили наши војници. 
На послетку нам је чика Селе одржао поучну беседу, где је зборио о јунаштву војводе Синђелића, о размирицама међу војсковођама пред битку, као и две наше највеће опасности: бела куга и неслога.
Начињена је и групна фотографија испред споменика.

### Трећи марш
Трећи Чегарски марш је одржан у недељу 26. маја 2019. године уз помоћ саобраћајне полиције Града Ниша и делимично припадника III копнене бригаде Војске Србије.
Учесници овог пута су долазили највише из Београда, Руме, Опова и Врања, уз домаћине Нишлије. 
По традицији окупљање учесника било је на централном нишком тргу Краља Милана, где се налази споменик ослободиоцима овог града на Нишави у протеклим епохама.
Млађани кустос Слободан нам је код Ћеле куле, споменика од изузетног значаја за Републику Србију, одржао добар историјски час, у коме је причао о самој Ћеле кули, када и како је она настала и ко ју је подигао, са којим циљем итд. 
Била је велика врућина, иако је пролеће завршавало, а примицало се лето. Код једног ресторана смо направили и паузу да се људи одморе.
Наставили лагано све до Чагарског пута и онда зауставили колону да се прикупимо сви. 
Долазимо на Чегарски споменик, где нас дочекује чика Селе, Рада итд. 
Првобитно је направљена пауза у хладовини, а онда су подељене захвалнице. Чика Селе је испричао свој традиционални историјски час, који је улепшавао са својим досеткама. 
После тога одосмо на супротну страну споменика, где су подељене медаље, одржан пригодан програм и направљене групне фотографије.
За све оне који су пешачили, Рада са помагачима је поделила војнички пасуљ, који је поједен у сласт. 
Девојке су после свега, на одмору певале и песме са националном тематиком.

### Четврти марш
Четврти Чегарски марш је заказан за недељу 31. маја 2020. године у Нишу.